# Kenneth C. Alexander

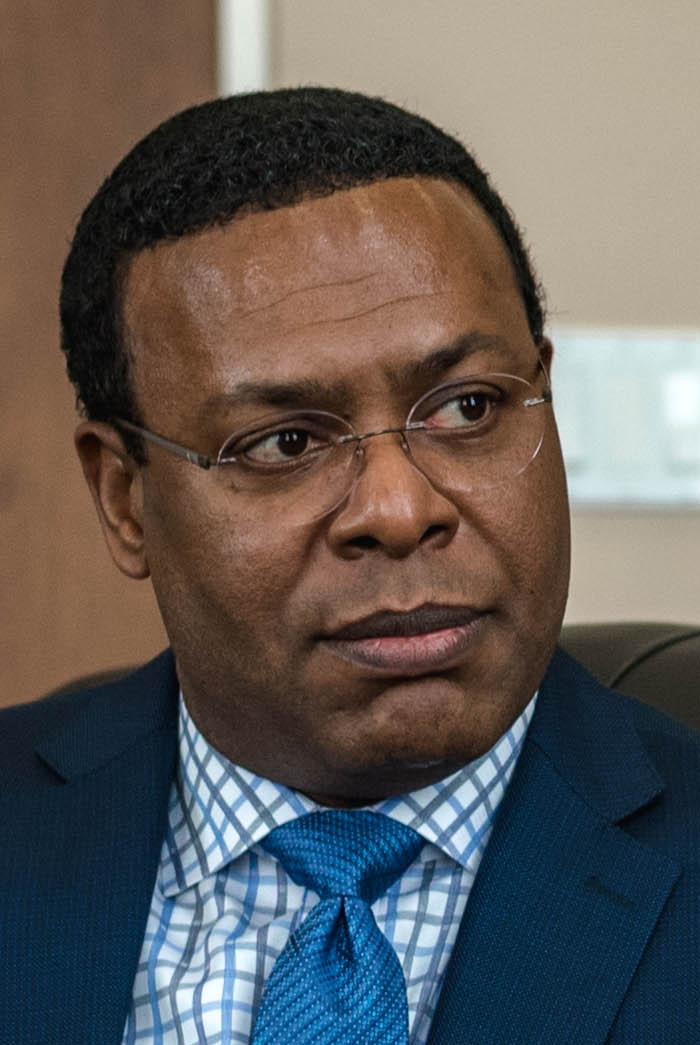
Kenneth C. Alexander, 2019

Kenneth Cooper Alexander (* 17. Oktober 1966 in Norfolk, Virginia) ist ein US-amerikanischer Politiker (Demokratische Partei). Er war von 2012 bis 2016 Senator im Senat von Virginia und vertrat dort den 5. Distrikt. Seit 2016 ist er Bürgermeister von Norfolk.

## Leben
Alexander wuchs in Norfolk, Virginia auf. Er besuchte das John Tyler Community College in Chester, Virginia, wo er einen Associate Degree erhielt. Anschließend studierte er an der Old Dominion University, erhielt dort einen Bachelor of Science (B.S.) und setzte sein Studium an der Norwich University fort, an welcher er einen Master of Arts (M.A.) erhielt.
Alexander arbeitet als Bestatter. Das familieneigene Unternehmen Metropolitan Funeral Service besitzt zwei Standorte, einen in Norfolk und einen in Portsmouth, Virginia. 
Im August 2002 wurde Alexander in einer Nachwahl, zur Neubesetzung des vakanten Sitzes von Jerrauld Jones, in das Repräsentantenhaus von Virginia gewählt und vertrat dort den 89. Distrikt. In den Jahren 2009 und 2011 erfolgte jeweils seine Wiederwahl. Als die demokratische Senatorin Yvonne B. Miller im Juli 2012 starb, kandidierte er erfolgreich bei der am 4. September 2012 stattfindenden Nachwahl und zog damit in den Senat von Virginia ein. Alexanders vakanten Sitz im Repräsentantenhaus von Virginia wiederum wurde durch eine Nachwahl am 18. Dezember 2012 neubesetzt. Seiner Parteikollegin Daun Hester gelang es das Mandat zu erringen. Im Mai 2016 wurde er mit 51,68 % der abgegebenen Stimmen zum neuen Bürgermeister von Norfolk gewählt. Der bisherige Bürgermeister Paul Fraim hatte auf eine erneute Kandidatur verzichtet. Alexander schied am 30. Juni aus dem Senat aus und trat am 1. Juli 2016 das Bürgermeisteramt an. Er ist der erste afro-amerikanische Bürgermeister der Stadt.
Vor seiner politischen Karriere war er in verschiedenen kommunalen Kommissionen für seine Heimatstadt aktiv. Alexander ist verheiratet und hat zwei Söhne.